# Richard S. Prather
Richard Scott Prather, född 9 september 1921 i Santa Ana, Kalifornien, död 14 februari 2007 i Sedona, Arizona, var en amerikansk författare av kriminalromaner. De flesta av hans böcker handlar om privatdetektiven Shell Scott. Enligt Prathers förläggare har hans böcker sålts i över 40 miljoner exemplar i USA.
Prathers första bok publicerades 1950 och fram till början av 1960-talet publicerades alla hans böcker av Fawcett. 1962 skrev han ett kontrakt med Pocket Books. 1975 ville han inte förlänga kontraktet och stämde Pocket Books, vilket resulterade i att de slutade trycka hans böcker. Vid den tiden slutade han skriva och började istället odla avokado. 1986 gjorde han comeback, denna gång utgiven av Tor Books. Året därpå publicerades hans sista bok, Shellshock.

## Böcker utgivna på svenska[1]
- 1954 - På bar gärning, Bodies in bedlam
- 1954 - Den försvunna skönheten, Case of the vanishing beauty
- 1954 - Lockfågeln, Find this woman
- 1954 - Det är döden, älskling, Darling, it's death
- 1954 - Desperados, Everybody had a gun
- 1955 - Det gäller livet, Ride a high horse (även Too many crooks)
- 1956 - Låt dem dö
- 1956 - Mord utan vittne
- 1956 - Det nakna vittnet
- 1957 - Bära eller brista
- 1958 - Dömd att dö
- 1960 - Döden tar pangbilder
- 1961 - Scott på kornet
- 1961 - Det onda ögat
- 1962 - Graven nästa
- 1964 - Scott-tavla
- 1964 - Ta ett nummer
- 1965 - Joker i leken
- 1965 - Klar för sista akten
- 1965 - Ta betäckning
- 1965 - Rena döden älskling
- 1966 - Dans med döden
- 1966 - Gräv din grav
- 1966 - Liket skall mördas
- 1972 - Den nakna sanningen
- ???? - Död mans vandring
- ???? - Kubla Khan-mysteriet
- ???? - Shell Scott och semestermorden